# Kabinetsformatie Nederland 2023-'24
De Nederlandse kabinetsformatie van 2023-'24 resulteerde op 2 juli 2024 na 223 dagen in de vorming van het kabinet-Schoof. Bij de vervroegde Tweede Kamerverkiezingen op 22 november 2023 was de Partij voor de Vrijheid (PVV) veruit de grootste geworden en kreeg het initiatief een kabinet te vormen. Eerste Kamerlid Gom van Strien (PVV) stapte nog voordat hij met iemand gesproken had op als verkenner vanwege fraudeverdenkingen (niet gerelateerd aan de formatie) en werd opgevolgd door voormalig PvdA-minister Ronald Plasterk. Als informateur ging hij gesprekken aan met de PVV, Nieuw Sociaal Contract (NSC), Volkspartij voor Vrijheid en Democratie (VVD) en BoerBurgerBeweging (BBB). Hij concludeerde dat NSC en VVD terughoudend waren om te regeren met de PVV, vanwege standpunten die strijdig zijn met de rechtsstaat. NSC liet daarop in eerste instantie weten niet aan een meerderheids- of minderheidskabinet te willen deelnemen waarin PVV-partijleider Geert Wilders zitting had.
Plasterks opvolger als informateur Kim Putters (PvdA) meende dat het mogelijk was een variant op een extraparlementair kabinet te vormen met PVV, VVD, NSC en BBB. Afgesproken werd dat geen van de vier partijleiders zitting zou nemen in een nieuw kabinet. Onder informateurs Elbert Dijkgraaf en Richard van Zwol bereikten de vier partijen op 15 mei een akkoord. Op 23 mei begon onder formateur Van Zwol de zoektocht naar bewindspersonen. Uiteindelijk werd op 28 mei de partijloze topambtenaar Dick Schoof gepresenteerd als beoogd minister-president, nadat onder meer de eerder binnenskamers voorgedragen Plasterk zich noodgedwongen had teruggetrokken.

## Achtergrond
Het kabinet-Rutte IV, bestaande uit Volkspartij voor Vrijheid en Democratie (VVD), Democraten 66 (D66), Christen-Democratisch Appèl (CDA) en ChristenUnie, viel op 7 juli 2023. Tijdens de kabinetscrisis over asiel wilde de VVD een strenger migratiebeleid en liet daarop uiteindelijk het kabinet vallen. Een paar dagen later kondigde VVD-partijleider en premier (sinds 2010) Mark Rutte aan afscheid te nemen van de landelijke politiek.

### Verkiezingen

De zetelverdeling van de nieuwe Tweede Kamer tijdens de kabinetsformatie:
SP (5)
GL-PvdA (25)
PvdD (3)
DENK (3)
D66 (9)
Volt (2)
NSC (20)
SGP (3)
CU (3)
CDA (5)
VVD (24)
FVD (3)
BBB (7)
JA21 (1)
PVV (37)

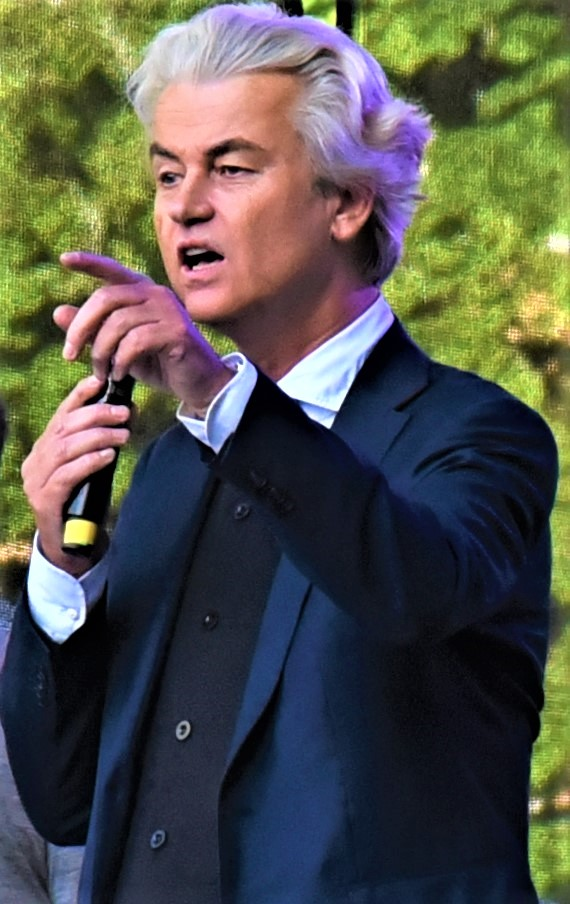
Partijleider van de PVV Geert Wilders (foto uit 2019).

In de laatste week voorafgaand aan de verkiezingen schoot Geert Wilders met zijn Partij voor de Vrijheid (PVV) omhoog in de peilingen en kwam aan kop. Politiek analisten meenden dat dit te maken had met de mildere toon die Wilders aansloeg, in combinatie met zijn goede debatkwaliteiten en onduidelijkheid op belangrijke onderwerpen van andere kandidaten. Zowel op links als op rechts stimuleerde dit strategisch stemmen om een rechts kabinet respectievelijk te voorkomen of mogelijk te maken, waar met name de PVV weer van profiteerden.
GL-PvdA, D66, CDA en diverse kleine partijen bleven erbij niet met de PVV een coalitie te willen vormen. Met de komst van Dilan Yeşilgöz als VVD-partijleider sloten de liberalen voor het eerst sinds 2012 regeren met de PVV niet langer categorisch uit. Aan het einde van de campagne gaf ze aan niet aan een kabinet te zullen deelnemen waarin de PVV de grootste partij was. Ze hield flinke slagen om de arm vanwege de inhoudelijke verschillen over onderwerpen als EU, Rusland, klimaat en islam. BBB en JA21 stonden nadrukkelijk open voor samenwerking met de PVV. Pieter Omtzigt van Nieuw Sociaal Contract (NSC) gaf tegen het einde van de campagne aan weinig te voelen voor een coalitie met Wilders omdat sommige standpunten van zijn PVV in strijd zijn met de Grondwet. Omtzigt gaf de voorkeur aan een minderheidskabinet of zakenkabinet.

### Zetelverdeling
De PVV werd bij de verkiezingen de grootste partij en ging van 17 naar 37 zetels. Ondanks dat GL-PvdA met 25 zetels de op een na grootste fractie werd, daalde het linkse en progressieve blok van 63 naar 47 zetels. De VVD verloor 10 van zijn 34 zetels en Omtzigt won er met zijn NSC 20. De coalitiepartijen van het kabinet-Rutte IV daalden van 78 naar 41 zetels. De drie grootste rechtse partijen PVV, VVD en NSC verkregen met 81 zetels een meerderheid in de Tweede Kamer. Met 14 zetels in de Eerste Kamer waren zij daar echter ver verwijderd van de 38 benodigd voor een meerderheid. Aangevuld met de BoerBurgerBeweging (BBB) kwam deze combinatie uit op 88 zetels in de Tweede, en 30 in de Eerste Kamer, waar BBB bij de Eerste Kamerverkiezingen 30 mei 2023 de grootste was geworden.

## Verkenner Van Strien

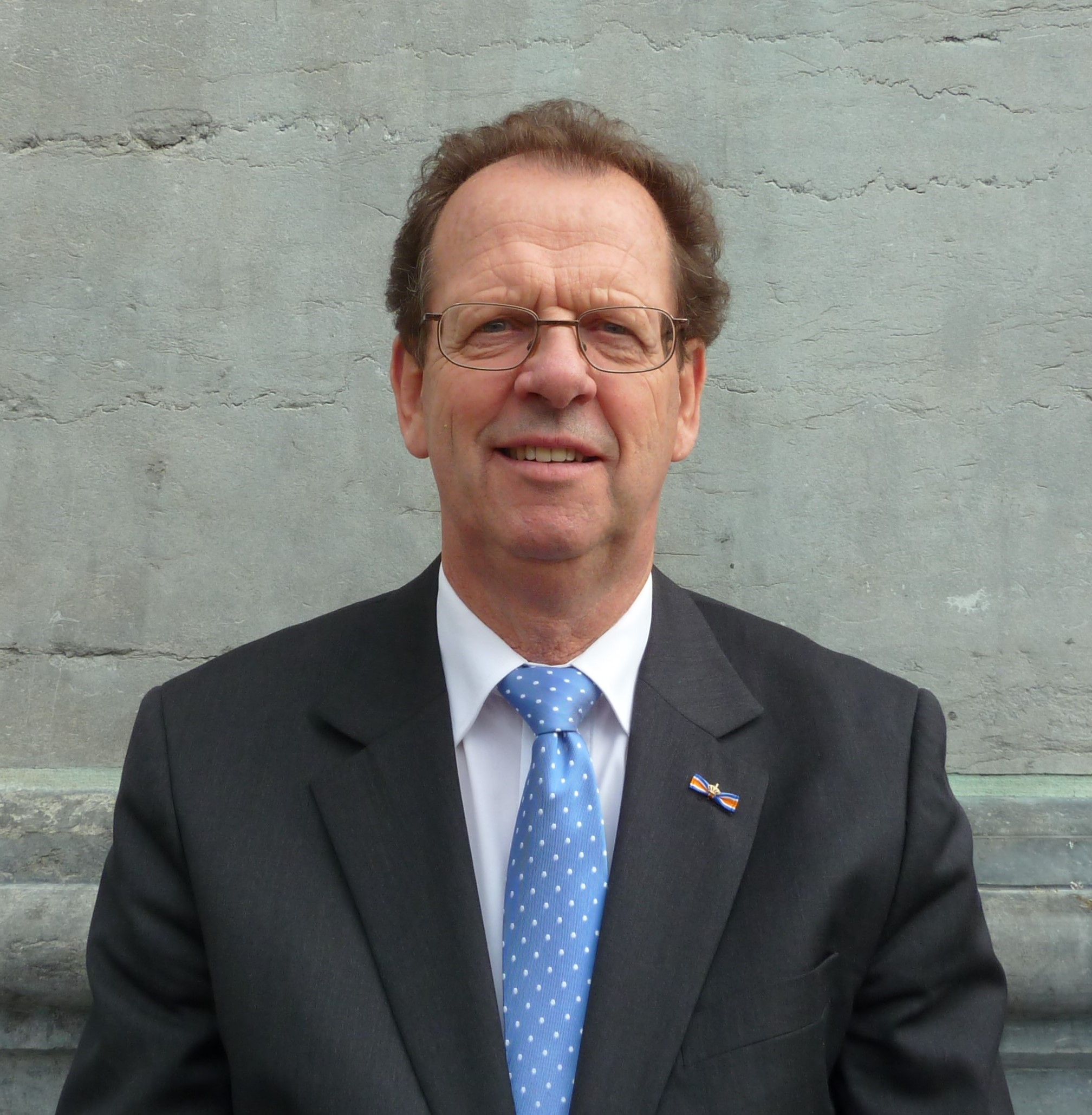
Verkenner Gom van Strien (foto uit 2014).

Op voordracht van Wilders werd op 24 november 2023 Eerste Kamerlid voor de PVV Gom van Strien door de Tweede Kamer aangesteld als verkenner met de opdracht te onderzoeken "welke coalitiemogelijkheden er op basis van de verkiezingsuitslag op draagvlak kunnen rekenen." Twee dagen later werd publiek dat in maart 2023 een voormalig werkgever aangifte tegen hem had gedaan wegens fraude en oplichting. De volgende ochtend, nog voordat hij de besprekingen met de fractievoorzitters begonnen was, stopte hij als verkenner.

## Verkenner Plasterk

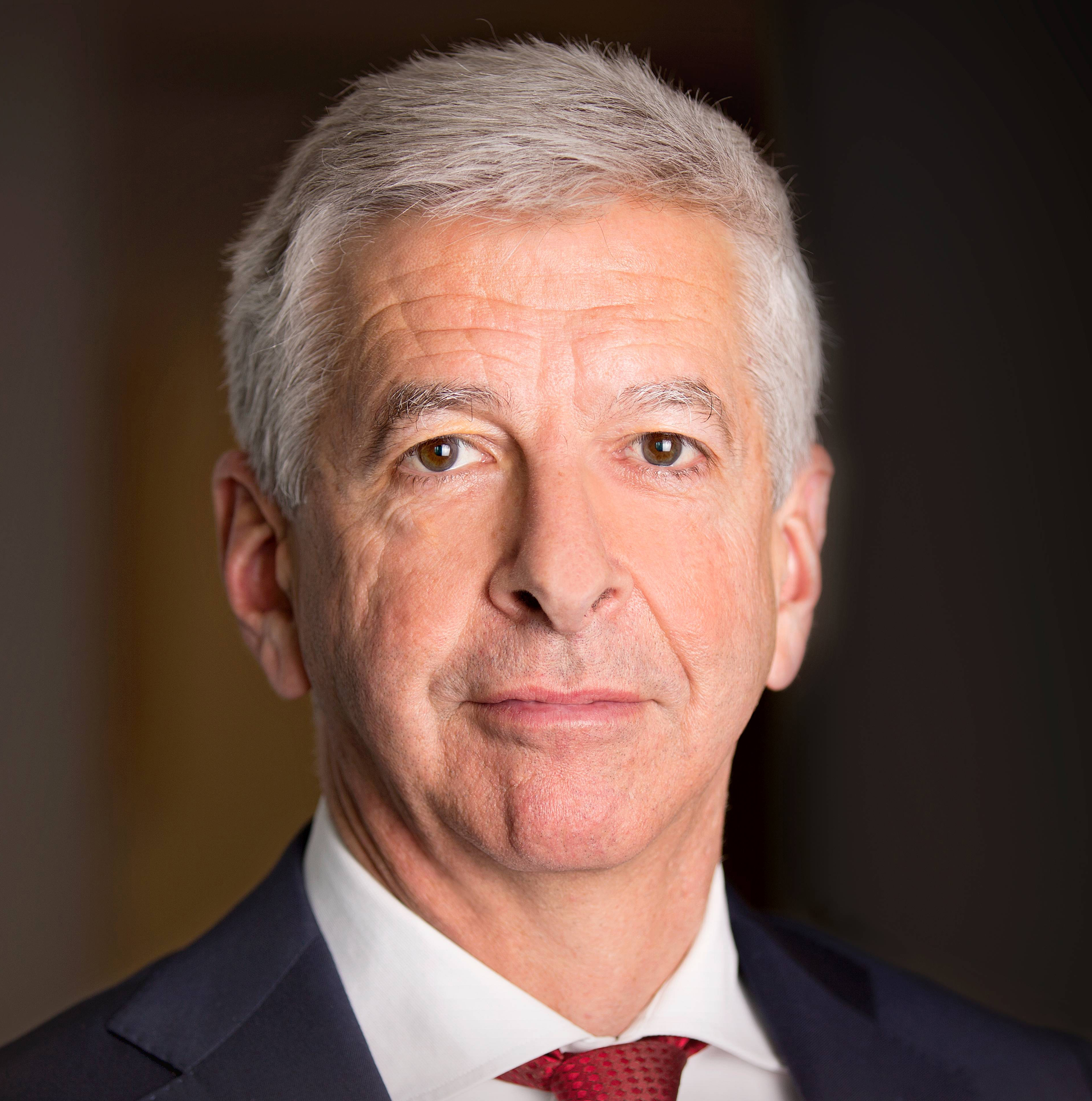
Verkenner en daarna informateur Ronald Plasterk (foto uit 2015).

Wilders polste voormalig VVD-staatssecretaris Fred Teeven als verkenner, maar niet alle partijen vonden dat een goed plan. Wilders droeg vervolgens Ronald Plasterk, voormalig PvdA-minister en Telegraaf-columnist, succesvol voor. Alleen de Partij voor de Dieren en DENK stemden tegen. DENK stemde al eerder tegen Van Strien en wilde niet in gesprek met Plasterk, omdat de PVV volgens DENK de rechtsstaat ondermijnt.

### Coalitievoorkeuren
| Coalitie                             | %  |
| ------------------------------------ | -- |
| PVV + VVD + NSC + BBB                | 60 |
| PVV + VVD + NSC                      | 57 |
| GL-PvdA + VVD + NSC + D66            | 26 |
| GL-PvdA + NSC + D66 + PvdD + SP + CU | 24 |

Van 29 november tot en met 1 december ontving Plasterk de fractievoorzitters. Wilders wilde een kabinet met zichzelf als premier, waarbij hij gesprekken met VVD, NSC en BBB voorstelde. BBB-partijleider Caroline van der Plas was ook voorstander van deze combinatie, "mits Geert een beetje meebeweegt". Deze combinatie werd aangemoedigd door FVD, SGP en JA21, die bereid waren het te steunen in de Eerste Kamer.
De VVD en NSC stelden zich terughoudend op. Yeşilgöz zei al voor de aanstelling van Van Strien dat de VVD na het zetelverlies niet in een kabinet wilde stappen, maar een centrumrechts kabinet wel zou gedogen. Dit standpunt riep discussie op binnen de partij, waar de meerderheid voor meeregeren was, maar waar ook partijprominenten zoals Jozias van Aartsen, Frans Weisglas en Ed Nijpels tegen samenwerking met PVV waren. Met het standpunt claimde VVD de gedoogpositie, die ook door NSC geambieerd werd. Omtzigt gaf aan dat hij onderhandelingen met de PVV nog niet zag zitten vanwege zorgen rond rechtstatelijkheid.
De resterende partijen sloten regeren met de PVV uit en de meeste zagen op dat moment geen mogelijkheid voor coalitiedeelname. PvdD-leider Esther Ouwehand wilde het initiatief bij GL-PvdA en NSC leggen en zei dat een coalitie mogelijk was "met veel kleine partijen erin, waarschijnlijk ook die van ons". CDA en CU stelden voor dat PVV, GL-PvdA, VVD en NSC met elkaar in gesprek moesten gaan. Frans Timmermans liet de aftrap voor de formatie bij verkiezingswinnaar Geert Wilders en zag regeren voor GroenLinks-PvdA met de PVV als een "no-go".
Plasterk meldde de Tweede Kamer na een week dat hij meer tijd nodig had. Tussen 4 en 7 december ontmoette hij de fractieleiders van PVV, VVD, NSC en BBB in paren. Hij sprak Wilders en Omtzigt twee keer. Na het eerste gesprek zeiden ze dat tussen hen de lucht een stuk is opgeklaard.

### Advies
Op 11 december 2023 bood Plasterk zijn eindverslag aan. Daarin adviseerde hij een informateur aan te wijzen die moest onderzoeken of er alsnog overeenstemming kon worden bereikt tussen de PVV, VVD, NSC en BBB "over een gezamenlijke basislijn voor het waarborgen van de Grondwet, de grondrechten en de democratische rechtsstaat". Vervolgens zou de nieuwe informateur moeten nagaan of er reëel perspectief is dat de partijen overeenstemming bereiken op een aantal andere belangwekkende onderwerpen, waaronder migratie en klimaat.

## Informateur Plasterk
Tijdens het Tweede Kamerdebat op 13 december 2023 over het advies van verkenner Plasterk werd Plasterk als informateur benoemd. In de daaropvolgende weken — met onderbreking van het kerstreces — spraken de partijen over de rechtsstaat. Plasterk wilde over dat onderwerp een meerdaagse praatsessie houden op Ameland. Toen hij daar geen steun voor kreeg, stelde hij er een voor op Texel. Uiteindelijk werd het een driedaagse bijeenkomst op landgoed De Zwaluwenberg in Hilversum. Daar werd op 10 januari 2024 afgesproken dat de rechtsstaat, Grondwet, gerechtelijke uitspraken en internationale verdragen gerespecteerd zouden worden. Wilders trok vijf wetsvoorstellen in, die volgens de Raad van State mogelijk strijdig waren met de rechtsstaat. Omtzigt stemde in met de aan de onderhandelingstafel besproken basislijn, maar desalniettemin een kabinet met de PVV alleen kon gedogen. Reden bleef de 'rechtsstatelijke afstand' met de PVV, onder meer door ‘uitspraken in het verleden’.
Een ander belangrijk onderwerp was of de partijen de mogelijkheid zagen om het met elkaar eens te worden over de financiën. Ze lieten zich informeren door het ministerie van Financiën, De Nederlandsche Bank en het Centraal Planbureau. Die adviseerden zeventien miljard euro te bezuinigen. VVD en NSC hechtten waarde aan een strenge begrotingsdiscipline, terwijl BBB en PVV geen grote bezuinigingen wilden. Daar kwam bij dat aan de formatietafel zorgen waren over de financiële kennis van BBB.

### Klappen van de onderhandelingen

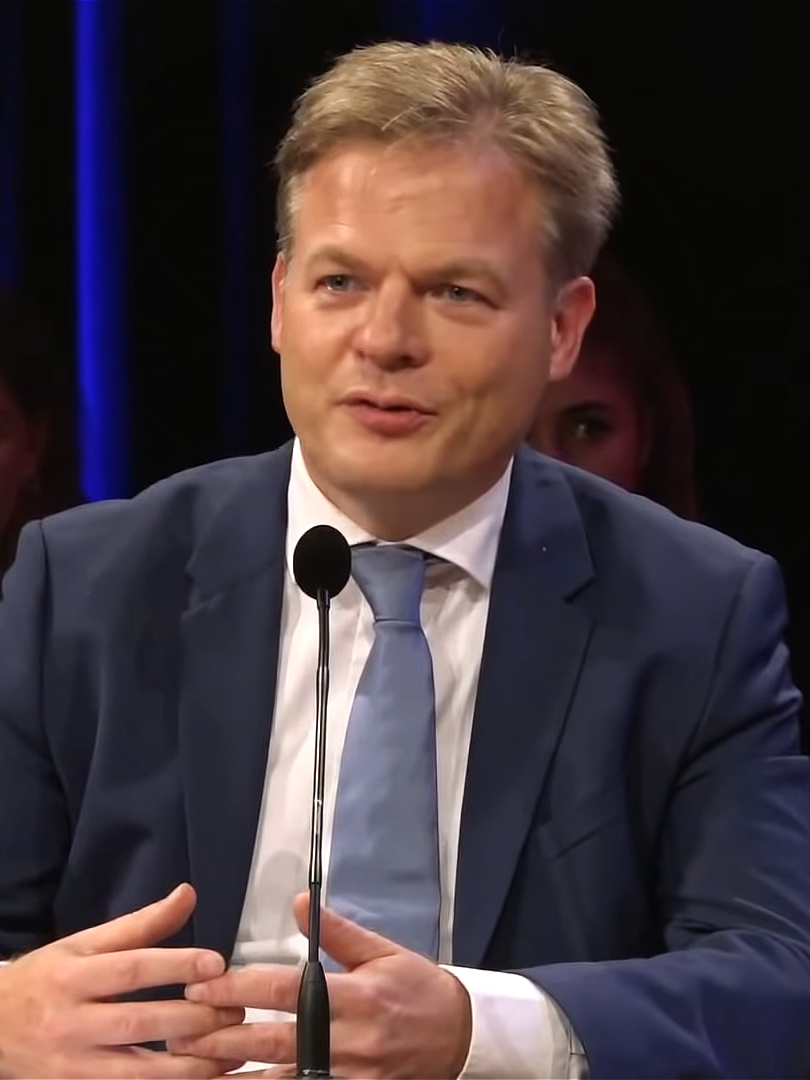
Partijleider van NSC Pieter Omtzigt (foto uit 2021).

Op 5 februari kwamen de onderhandelaars zonder Plasterk samen voor een heisessie op het ministerie van Justitie en Veiligheid, waar Yeşilgöz minister was. De sfeer was die dagen ervoor verslechterd, omdat de partijen los van de formatie publiekelijk elkaar zaken verweten. Omtzigt maakte die dag "terugtrekkende bewegingen". Een dag later werden de door Omtzigt gevraagde ambtelijke brieven gedeeld. Daarin stond per ministerie wat in de komende kabinetsperiode mogelijk de te verwachten grote financiële tegenvallers zijn. Omtzigt vond dat Plasterk deze te laat verstrekt had en hekelde de houding van de andere partijen ten opzichte van de financiële risico's.
Omtzigt verliet 's middags het overleg omdat hij moe was. Hij vertrok naar zijn hotel en besloot dat deze formatieronde voor NSC er op zat. Hij nodigde drie journalisten uit om hen onder embargo daarover in te lichten. Voordat het embargo voorbij was en hij de andere partijen had ingelicht, lekte de brief aan de leden daarover uit. Omtzigt bracht daarom de medeonderhandelaars en informateur via een app-bericht op de hoogte. Plasterk nodigde NSC nog wel uit voor de rest van de overleggen die week, maar daar ging Omtzigt niet op in.
Op 12 februari overhandigde Plasterk zijn verslag aan Tweede Kamervoorzitter Martin Bosma. Daarin concludeerde Plasterk dat ondanks het vertrek van NSC het bereiken van overeenstemming tussen de vier partijen "niet uitgesloten is en zeer wel kan worden bereikt". Hij adviseerde een nieuwe informateur aan te wijzen om te bekijken of de vier er toch samen uit kunnen komen. Tijdens het Tweede Kamerdebat over het eindverslag op 14 februari liet Plasterk zich ontvallen dat Omtzigt op 6 februari zijn dienstauto had geleend, maar er niet bij had verteld dat hij hem ging gebruiken om gebracht te worden naar het hotel waar hij de journalisten inlichtte.

## Informateur Putters

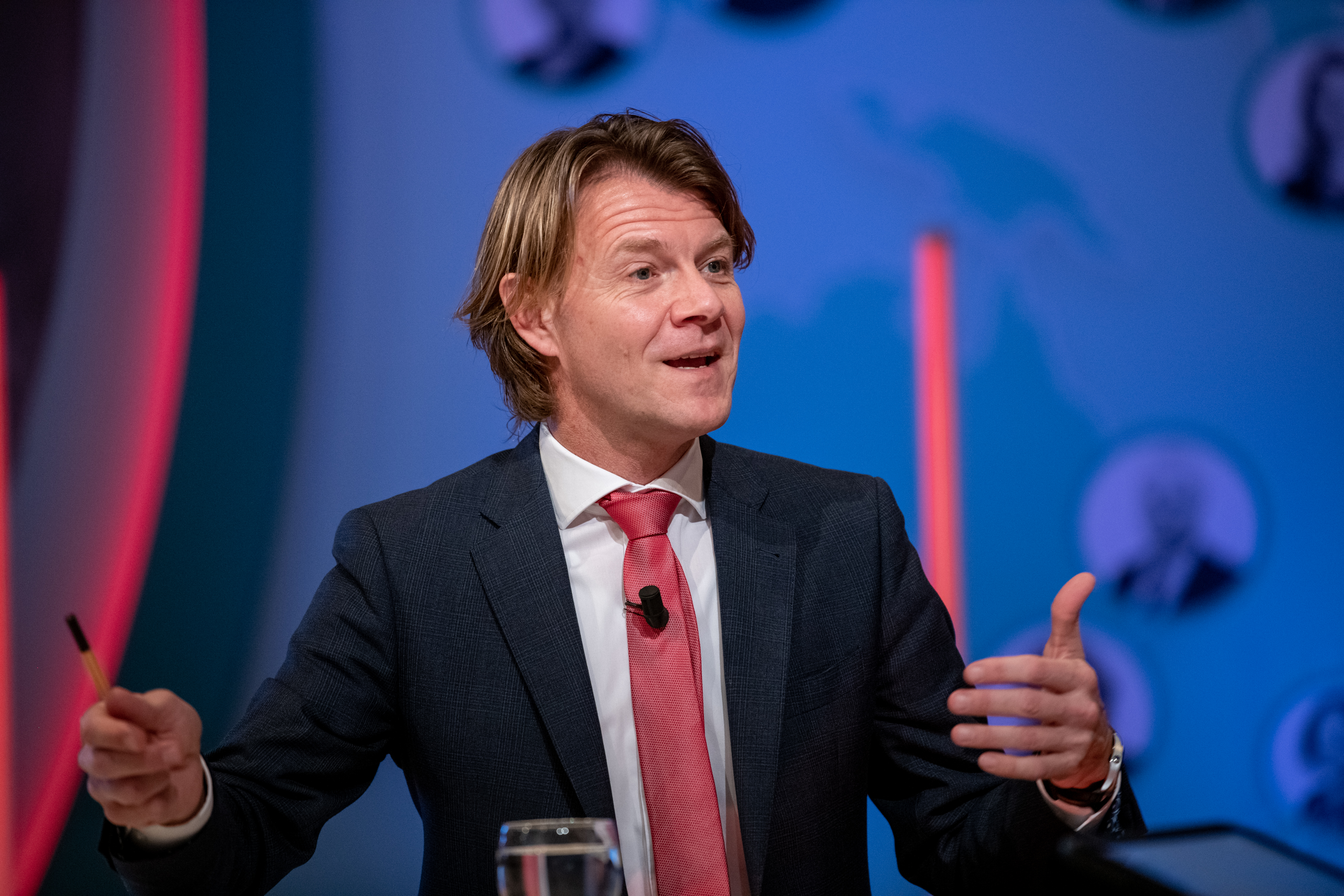
Informateur Kim Putters (foto uit 2021).

Op 14 februari 2024 benoemde de Tweede Kamer op voordracht van Wilders Kim Putters, SER-voorzitter en voormalig PvdA-senator, als informateur. Zijn opdracht werd om binnen vier weken te onderzoeken wat voor vorm een kabinet moet krijgen, zoals bijvoorbeeld een minderheids- of extraparlementair kabinet. Tijdens het voorjaarsreces overlegde Putters eerst met deskundigen, zoals oud-informateur Herman Tjeenk Willink en vice-president van de Raad van State Thom de Graaf. Daarna nodigde Putters alle fractievoorzitters uit. Uit die gesprekken concludeerde hij dat zowel een meerderheidskabinet als gedoogkabinet niet mogelijk was. Daarom onderzocht hij of het mogelijk was een extraparlementair kabinet te vormen met PVV, VVD, NSC en BBB.
Deze vier partijen gingen vervolgens alleen en in duo's in gesprek met de informateur. Op 11 en 12 maart kwamen de vier partijleiders wederom samen op landgoed De Zwaluwenberg. Zij concludeerden opnieuw dat een meerderheidskabinet tussen hen niet mogelijk was en kwamen overeen een variant op een extraparlementair kabinet te vormen: een programkabinet met een akkoord op hoofdlijnen dat uitgewerkt zou worden door het nieuw te vormen kabinet. Dit kabinet moest gevuld worden met zowel personen met politieke ervaring als met bewindslieden zonder "politieke verankering". De vier partijleiders spraken af zelf niet in het kabinet zitting te nemen. Wilders kon daardoor, op aandringen van NSC, geen minister-president worden. Op 14 maart overhandigde Putters zijn advies aan de voorzitter van de Tweede Kamer.

## Informateurs Dijkgraaf en Van Zwol

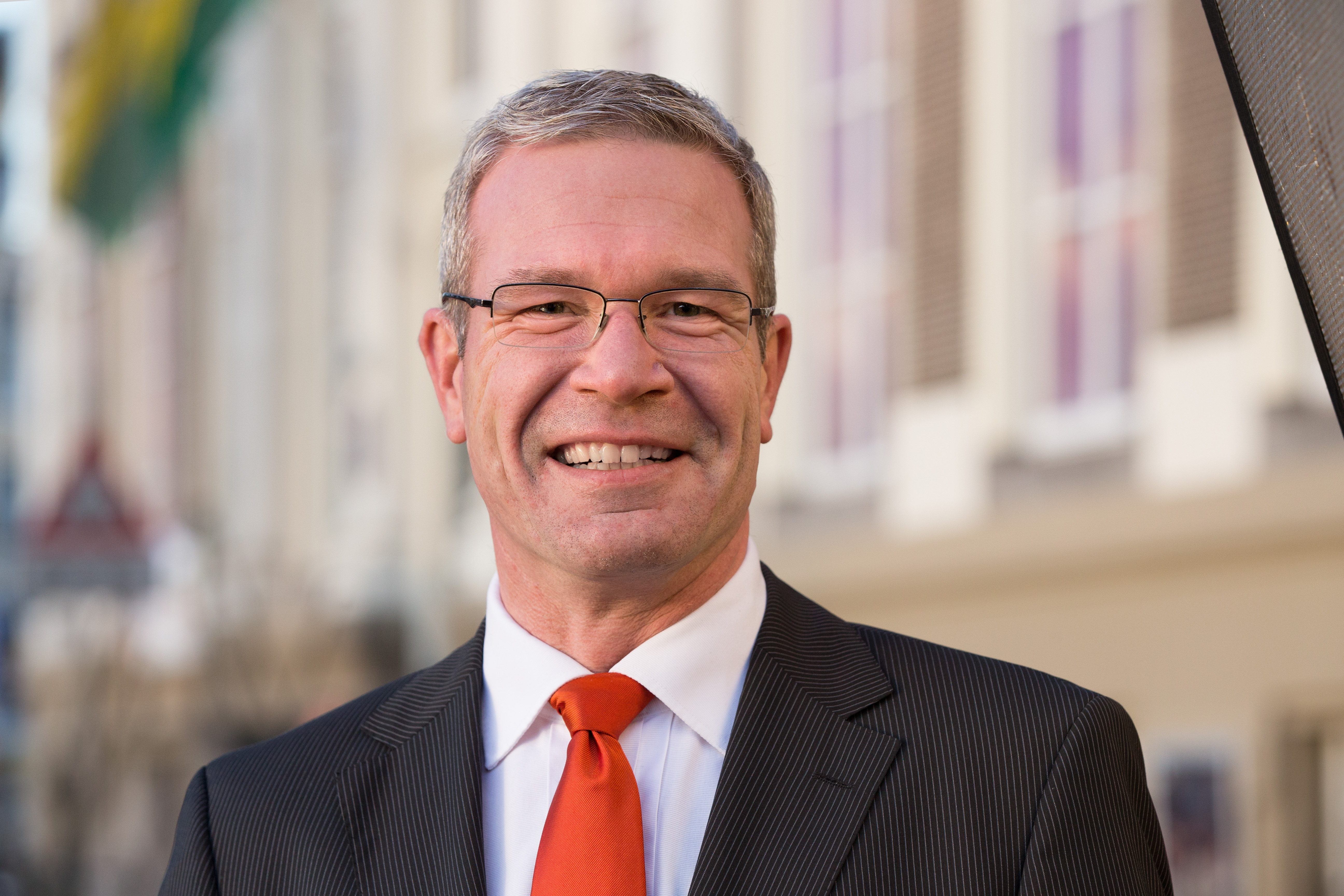
Informateur Elbert Dijkgraaf (foto uit 2016).

Tijdens het Tweede Kamerdebat met Putters op 20 maart stemde de Tweede Kamer in met het voorstel van Wilders om voormalig SGP-Kamerlid Elbert Dijkgraaf en staatsraad en CDA-lid Richard van Zwol als informateurs aan te wijzen voor de onderhandelingen tussen PVV, VVD, NSC en BBB. In de eerste fase van twee weken gingen ze alle onderwerpen langs waarvan Putters had aangegeven dat daar op hoofdlijnen afspraken over gemaakt moesten worden. Hier werden nog een aantal onderwerpen zoals klimaat en onderwijs aan toegevoegd.
De financiën bleken wederom een knelpunt waardoor de onderhandelingen stroef verliepen. Ongebruikelijk voor een onderhandelingsfase voerden de informateurs tussen 4 en 10 april afzonderlijke gesprekken met de partijen. Een week later bleek ook migratie een knelpunt. Op 15 april verliet Wilders een gesprek voortijdig, omdat hij volgens hem te weinig steun van de andere partijen kreeg om de asielinstroom te beperken.
De informateurs werkten toe naar een deadline van 15 mei. Pas vanaf 6 mei werden knopen doorgehakt en lange onderhandelingsdagen gemaakt. Op de laatste dag, waarop slechts de puntjes op de i gezet zouden worden, liepen de onderhandelingen uit omdat Omtzigt de Wet toekomst pensioenen wilde veranderen. De VVD blokkeerde dit, omdat het ook al eerder behandeld was, en uiteindelijk werd over pensioenen niets opgenomen. De vier partijen bereikten eind van de middag een onderhandelaarsakkoord (getiteld: Hoop, lef en trots), waar de vier fracties 's avonds laat nog mee instemden. De informateurs overhandigden vervolgens 's nachts hun eindverslag aan de Kamervoorzitter.

### Premierskandidaat Plasterk
Wilders wilde Ronald Plasterk als minister-president voordragen. Door Omtzigt werd dit in eerste instantie geblokkeerd vanwege de verstoorde verhouding tussen hen sinds het informateurschap van Plasterk en mogelijke integriteitsschending door Plasterk rond de aanvraag van patenten een aantal jaren geleden. In het verslag werd daarom geadviseerd Van Zwol aan te wijzen als formateur. Voor het openbaar maken van Omtzigts gebruik van de dienstauto van Plasterk als informateur wilde Omtzigt publieke excuses, nadat Plasterk dit overigens al privé gedaan had. Op 17 mei verscheen van Plasterk een ingezonden brief in De Telegraaf waarin hij excuses aanbood, maar de vorm was niet waar Omtzigt op zat te wachten. Intussen bleek dat de integriteitsschendingen mogelijk ook juridische gevolgen konden hebben voor Plasterk. Op 20 mei gaf Plasterk aan af te zien van zijn kandidatuur, hoewel hij de verwijten over integriteitsschendingen onjuist noemde.

## Formateur Van Zwol

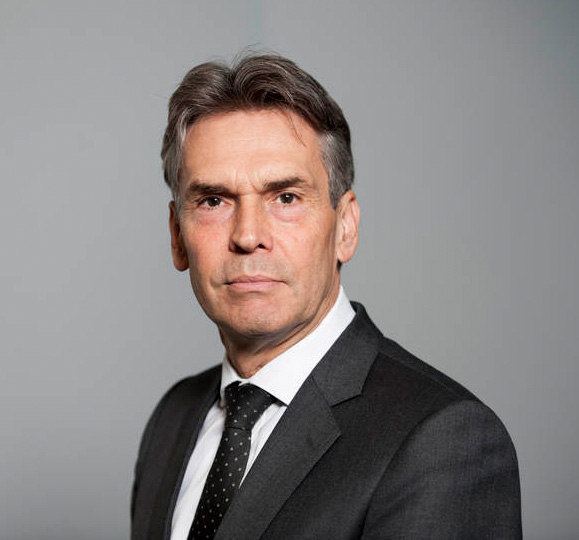
Minister-president Dick Schoof (foto uit 2016).

Op 22 mei werd Richard van Zwol aangewezen als formateur. Voor minister-president benaderde Wilders onder meer oud-informateur Putters, maar deze bedankte. Op 27 mei spraken de onderhandelende partijen met drie kandidaat-premiers, onder wie demissionair staatssecretaris Marnix van Rij (CDA) en de partijloze topambtenaar Dick Schoof. Van Rij trok zich naar eigen zeggen na dat gesprek terug als kandidaat. In een interview met dagblad Trouw beweerde hij dat de belangrijkste reden was dat zijn zes kinderen negatief reageerden. Volgens hem speelde ook mee dat van hem als premier verwacht werd dat hij "politiek onafhankelijk" diende te opereren. Over wie de andere bewindslieden zouden worden, zou hij geen veto hebben. De volgende dag werd namens de vier partijen Schoof voorgedragen als premier.
BBB rekende erop dat er twintig ministers zouden komen. De partij zette voor zichzelf in op vijf daarvan. Tweede Kamerlid Mona Keijzer (BBB) opteerde voor zichzelf voor het ministerschap Economische Zaken. Uiteindelijk kwamen er zestien ministers en kreeg Van der Plas daarvan twee toebedeeld. Een was dat van Landbouw, dat BBB graag wilde hebben. Het tweede zou Onderwijs worden, iets waar Van der Plas geen interesse in had. Van der Plas dreigde daarop de onderhandelingen te verlaten en in de oppositie te gaan. Uiteindelijk gaf Omtzigt het ministerie van Volkshuisvesting, dat hij voor NSC verworven had, aan BBB. Daarmee werd de impasse verbroken en bleef Van der Plas met haar partij in het beoogde kabinet.

### Hoorzittingen
Nieuw in het formatieproces was het houden van openbare hoorzittingen door de vaste Tweede Kamercommissies voor alle kandidaat-bewindslieden, behalve voor beoogd premier Schoof. Doel was meer transparantie en een betere screening. Hiervoor was 3,5 dag uitgetrokken. De beoogde bewindslieden kregen vier minuten spreektijd om zichzelf te introduceren. Vervolgens mocht elk aanwezig commissielid een vraag stellen. Er was publiek aanwezig en de zittingen waren ook digitaal te volgen. De beoogde oppositiepartijen CDA, ChristenUnie, Socialistische Partij en SGP boycotten de hoorzittingen, omdat zij geen deelgenoot wilden zijn van wat zij karakteriseerden als "spektakelpolitiek".